# Katrina vanden Heuvel
Katrina vanden Heuvel ['vændənhuːvəl] (Nueva York, 7 de octubre de 1959) es la editora de la revista The Nation desde el año 1995. Aparece con frecuencia como invitada en programas de televisión. Vanden Heuvel se define a sí misma como liberal y progresista. Es miembro del Council on Foreign Relations.

## Biografía
Vanden Heuvel nació en Nueva York. Estudió ciencias políticas e historia en la Universidad de Princeton donde se graduó en 1981.
En 1989, vanden Heuvel se convirtió en editora general de The Nation, responsable de la cobertura de la Unión Soviética. En 1995 fue nombrada editora de The Nation. 